# Walentynów (Lipsko)
Pour les articles homonymes, voir Walentynów.
Walentynów (prononciation : [valɛnˈtɨnuf]) est un village polonais de la gmina de Lipsko dans le powiat de Lipsko de la voïvodie de Mazovie dans le centre-est de la Pologne.
Il se situe à environ 7 kilomètres au sud de Lipsko (siège de la gmina et de la powiat) et à 135 kilomètres au sud de Varsovie (capitale de la Pologne).

## Histoire
De 1975 à 1998, le village appartenait administrativement à la voïvodie de Radom.